# Oran (stad in India)
Oran is een nagar panchayat (plaats) in het district Banda van de Indiase staat Uttar Pradesh. 

## Demografie
Volgens de Indiase volkstelling van 2001 wonen er 6.189 mensen in Oran, waarvan 55% mannelijk en 45% vrouwelijk is. De plaats heeft een alfabetiseringsgraad van 46%. 